# 马丁·波斯特
马丁·波斯特（德語：Martin Posth，1944年1月16日—2017年9月17日），是德国大众汽车前董事，职业经理人。1986年到1988年，趁着中国改革开放的机遇，他作为上海大众合资公司最早的德方总经理，与技术负责人汉斯-约阿希姆 · 鲍尔（Hans-Joachim Paul）带领来自德国的管理队伍，参与创建了德国在中华人民共和国的第一家汽车合资公司。

## 生平
1984年10月，时任大众集团董事长卡尔·哈恩（Carl H. Hahn）与中方在北京签署了合资协议，德国总理科尔和中国总理赵紫阳出席了签字仪式。随后，中国政府邀请施特劳斯以及巴伐利亚州政府代表团访问中国。马丁·波斯特作为英戈尔施塔特奥迪公司主管人事的董事跟团访问中国，一个月里访问了上海、南京等多个城市，在上海时，访问了位于安亭，后来成为合资厂的上海汽车制造厂。
回德之后，他成为大众集团掌管全球人力资源的董事。
1993年，波斯特前往香港主管大众集团亚太事务。
1997年，波斯特获颁上海市荣誉市民。

## 著作
2007年，波斯特将他在中国的历程书写成册，以《上海1000天》为名出版。中译本ISBN：9787508611402